# Cleburne County, Arkansas
Cleburne County är ett administrativt område i delstaten Arkansas, USA. År 2010 hade countyt med 25 970 invånare. Den administrativa huvudorten (county seat) är Heber Springs.  

## Geografi
Enligt United States Census Bureau har countyt en total area på 1 533 km². 1 432 km² av den arean är land och 101 km²  är vatten.

### Angränsande countyn
- Stone County - nord
- Independence County - nordöst
- White County - sydöst
- Faulkner County - sydväst
- Van Buren County - väst